# Sylviasangere
Sylviidae (sylvia-sangere) er en familie af mindre spurvefugle. De lever især af insekter og er næsten alle udbredt i enten Europa, Asien eller Afrika. Familien omfattede tidligere alle arter af sangere (flere hundrede), men de fleste er siden 1980'erne flyttet til andre familier.
Afgrænsningen af familien Sylviidae er stadig usikker og varierer alt efter autoritet. Nogle mener, at familien kun bør omfatte 3 slægter med 33 arter, mens andre f.eks. inddeler den i 20 slægter med i alt 70 arter.

## Danske sylvia-sangere
I Danmark findes fire almindelige ynglefugle. Det er alle trækfugle, der overvintrer mod syd, nogle i tropisk Afrika. Der er ofte forskel på de to køn, hvor hannen er den mest farvestrålende. Høgesanger var tidligere fast ynglende, mens de sidste fem arter i listen nedenfor er tilfældige gæster.
- Gærdesanger, Sylvia curruca
- Tornsanger, Sylvia communis
- Havesanger, Sylvia borin
- Munk, Sylvia atricapilla
- Høgesanger, Sylvia nisoria
- Hvidskægget sanger, Sylvia cantillans
- Sardinsk sanger, Sylvia sarda
- Sorthovedet sanger, Sylvia melanocephala
- Sortstrubet sanger, Sylvia rueppelli
- Asiatisk ørkensanger, Sylvia nana